# أنس الشربيني
أنس الشربيني (بالكرواتية: Anas Sharbini) (مواليد 21 فبراير 1987 في رييكا) هو لاعب كرة قدم كرواتي يلعب حاليا لنادي رييكا في الدوري الكرواتي الممتاز. يجيد اللعب في خط الوسط.

## مسيرته الكروية
في يوليو 2012 انتقل الشربيني إلى نادي الاتحاد مقابل 1.8 مليون يورو بعقد يمتد لعامين.
ولكن أنس قد فسخ عقده مع نادي الاتحاد بسبب تأخر مستحقاته المالية

## مسيرته الدولية
تم استدعائه لمباراة إنجلترا في تصفيات كأس العالم 2010 في سبتمبر 2009.

## حياته الشخصية
أنس هو شقيق المهاجم أحمد الشربيني الذي يلعب مع هايدوك سبليت. والده جمال هو فلسطيني ولد في دمشق، سوريا. جاء جمال إلى رييكا في الثمانينات في وقت مبكر لتكملة تعليمه. والدته رانكا هي كرواتية ولدت في غروبنيك، قرب رييكا. وقد لعب أنس مع كرواتيا لجميع الفئات السنية، واختار للعب لمنتخب كرواتيا.

## وصلات خارجية
- أنس الشربيني على موقع اتحاد كرواتيا (الكرواتية)
- أنس الشربيني على موقع اتحاد تركيا (لاعب) (الإنجليزية)
- أنس الشربيني على موقع قاعدة بيانات كرة القدم.إي يو (الإنجليزية)
- أنس الشربيني على موقع ناشيونال فوتبول تيمز (الإنجليزية)
- أنس الشربيني على موقع Soccerway.com (الإنجليزية)
- أنس الشربيني على موقع عالم كرة القدم.نت (الإنجليزية)
- أنس الشربيني على موقع AS.com (الإسبانية)